# 燃えろ!!プロ野球
『燃えろ!!プロ野球』（もえろ プロやきゅう、英題：Bases Loaded）は、トーセが開発し、ジャレコ（現：シティコネクション）より1987年6月26日に発売されたファミリーコンピュータ用野球ゲーム。通称は燃えプロ。
野球盤のような上空からの視点ではなく、TV中継さながらの、投手後方の視点によるプレイ画面などのリアルな演出や合成音声、選手名がほぼ実名で登録されていることを特徴とする。一方で「バントホームラン」と呼ばれる不具合やゲームバランスの悪さで購入者から苦情が寄せられたことでも知られる。
日本では158万本を出荷し、ジャレコの家庭用ゲーム事業における最大のヒット作となった。また、ゲーム誌『ファミコン通信』の「クロスレビュー」にてゴールド殿堂入りを獲得した。
本作発売以降は各機種へ移植され、またシリーズ化された（#他機種版、#シリーズ一覧）。

## ゲーム内容
投手後方の視点によって、従来の野球ゲームにあった上方からの視点と異なり、投手はボールを左右のみでなく上下に投げ分けることが可能となり、打者もそれに対応してバットを上下左右にコントロールすることができる。また、1人プレイの場合プレイヤーが後攻固定で、2人対戦プレイ時は1Pが後攻で2Pが先攻となる。

### 演出
特徴のある選手の投球フォームや打撃フォームを表現している。
審判員のコールや打撃音、観客の歓声などといった効果音の再生にはDPCMではなく外部音声機能を使用している。このため、一部のエミュレータやファミコン互換機では音声が再現されない。
イベント発生時には球場のバックスクリーンに画面が切り替わる。たとえば投手交代の際にはリリーフカーに乗ってマウンドに移動する選手の姿、ホームランの際にはホームランを打たれた投手がマウンド上で崩れる姿（ソロと満塁で異なる）、デッドボールの際には乱闘、といったアニメーションがオーロラビジョンに映し出される。これらの演出はスキップできない。
タイトル画面には当時の人気選手であった江川卓を模したと思われる耳の大きなキャラクターが登場し、セレクトボタンを押してモードを切り替えるたびに首を振る。無死満塁のチャンスで三振に倒れると「アホ」という効果音が出る。

### 問題点
音声機能を使うなど、先進的・野心的なゲームではあったが、『ファミスタ』と比較するとゲームとしてのテンポや操作性は良くなかった。バントホームランなどの笑える一面もあったが、それらゲームの粗さが真剣にプレイする気持ちを萎えさせていたことは否定できない。
発売時、大量に出回った初期版では「ファウルの後どこに投げてもストライクと判定される」という現象があった。さらに、表示される打率・ホームラン数も選手の能力に反映されていない場合が多く、「HT CLUB」のヤキ゛の走力がなぜか全選手中最高の10（他の選手の最高値は9）になっているという設定はその顕著な例であった。これらの問題から、ジャレコ本社には発売初日からクレームの電話が殺到したため、出回った製品を回収してデータを更新せざるを得なくなり、社員総出で徹夜で過酷なソフト改修作業を行ったという。今のようなデータのみの改修ではなく「パッケージを破壊して中のROMを差し替える」という荒っぽい作業だったためケガ人も多かったという。
リアルなグラフィックを売り物にしたが、その反面、操作性の難易度が高い。ピッチングとバッティングは操作が困難だったが、特に守備では、ボールがバットのどこに当たってもフライになり（バントホームランが発生するのもこのためである）どの野手が操作可能かもわかりづらく、球場が広いうえに移動速度が遅いためフライが捕球できず、ゴロ処理の送球が悪送球になりやすい、という欠陥があった。
1試合あたりの所要時間は、『ファミスタ』が通常20分程度で終わるのに対し、50分ほどかかる。対コンピュータモードはペナントレースモードしかなく、11チーム相手（OBで構成されたStは除く）に1カード3連戦を戦い、132試合中80勝すると優勝＝エンディングとなる長丁場である。そのため、あと1勝で優勝できるパスワードがゲーム雑誌の裏技面に載ったほどだった。今日のスポーツゲームにも見られる、ゲームとしてのテンポ（ファミスタなど）と表現のリアルさ（本作）の対立がこのころから存在していたことになる。

## 登場選手データ
ファミコン用の野球ソフトで初めてセ・リーグ・パ・リーグ全球団が収録され、さらに選手名と背番号がほぼ一致している。
「YS CLUB」チームの3番打者「ホーナー」は、当時ヤクルトスワローズに現役メジャーリーガーとして鳴り物入りで入団し、入団当初に桁外れの活躍をしたボブ・ホーナーをモデルとしている。ゲーム内でのホーナーの成績は打率4割6分7厘、本塁打60本に設定されている。またオープニングデモではホーナーがホームランを打つ場面が再現される。当時のプロデューサーでジャレコの社員だった関雅行は、雑誌『CONTINUE』（太田出版刊）Vol.14にて「ホーナーを柱にしなきゃいけないと思った…」と述懐していた。
バントホームランが打てる強打者として設定されているのは、クロマテ（G）、アキヤマ（L）、ハ゛ース（T）、ランス（C）、ホ゜ンセ（W）、オチアイ（D）、ホーナー（S）、オク゛リ（Bu）、フ゛ーマ（Br）、リー（O）、Pトナム（F）、カト゛タ（H）、ミスタG（St）である。
2Pでは、セ・パ12チームのほかにStというOB選手によるチームが使用できる。登場する選手は以下の通り。
- スターティングオーダー

| 打順 | 選手名   | 守備位置 |
| ---- | -------- | -------- |
| 1    | タカキ゛ | 4        |
| 2    | コウシ゛ | 8        |
| 3    | ハリモト | 9        |
| 4    | ミスタG  | 5        |
| 5    | タフ゛チ | 3        |
| 6    | オオスキ | 7        |
| 7    | ヒロオカ | 6        |
| 8    | ノムラ   | 2        |

- 控え選手

| 野手     | 投手     |
| -------- | -------- |
| カワトウ | ムラヤマ |
| ナカニシ | イナオ   |
| トヨタ゛ | ヒラマツ |
| ヤマウチ | カネタ゛ |
| イセ     | スス゛キ |
| ヒロセ   | エモト   |
| オウ     | アキヤマ |
| タカイ   | ホリウチ |
| オオヤ   | オオトモ |
| ヤサ゛ワ | エナツ   |
|          | エイシ゛ |
|          | コヤマ   |

登録選手の約9割は打率3割以上である。
選手名は通常カタカナで4文字（濁点・半濁点は1文字として扱う、5文字以上の選手は短縮）までであるが、外国人選手の名前を表すためアルファベットも使用され、また変形表記もあった（湯上谷宏は「ユノカミ」、パットナムは「Pトナム」、ジョージ・ブコビッチは「Vコビ」など）。

## 他機種版
| No. | タイトル                        | 発売日                       | 対応機種                  | 開発元       | 発売元       | メディア                              | 型式       | 備考                           |
| --- | ------------------------------- | ---------------------------- | ------------------------- | ------------ | ------------ | ------------------------------------- | ---------- | ------------------------------ |
| 1   | 燃えろ!!プロ野球 ホームラン競争 | 1988年4月                    | アーケード                | ジャレコ     | ジャレコ     | 業務用基板                            | -          |                                |
| 2   | 実力!!プロ野球                  | 1989年7月                    | アーケード                | ジャレコ     | ジャレコ     | 業務用基板 （メガシステム1）          | -          |                                |
| 3   | 燃えろ!!ジャレココレクション    | 2004年10月28日               | ゲームボーイアドバンス    | ジャレコ     | ジャレコ     | ロムカセット                          | AGB-P-BJCJ |                                |
| 4   | 燃えプロ                        | 2004年9月1日                 | 256K対応機種 （Vアプリ）  | ジャレコ     | ジャレコ     | ダウンロード （ジャレコVギャレッソ）  | -          |                                |
| 5   | 燃えプロ Bases Loaded           | 2004年 2005年8月16日         | BREW対応端末 （EZアプリ） | ジャレコ     | ジャレコ     | ダウンロード                          | -          |                                |
| 6   | 燃えろ!!プロ野球 Bases Loaded   | 2007年9月11日 2008年4月7日   | Wii                       | トーセ       | ジャレコ     | ダウンロード （バーチャルコンソール） | -          | ファミリーコンピュータ版の移植 |
| 7   | 燃えろ!!プロ野球 Bases Loaded   | 2013年5月15日 2014年7月10日  | ニンテンドー3DS           | トーセ       | ハムスター   | ダウンロード （バーチャルコンソール） | -          | ファミリーコンピュータ版の移植 |
| 8   | Bases Loaded 燃えろ!!プロ野球   | 2014年7月10日 2014年10月22日 | Wii U                     | トーセ       | ハムスター   | ダウンロード （バーチャルコンソール） | -          | ファミリーコンピュータ版の移植 |
| 9   | G-MODEアーカイブス+ 燃えプロ    | 2023年8月3日                 | Nintendo Switch           | ジー・モード | ジー・モード | ダウンロード                          | -          | フューチャーフォン版の移植     |

## 開発
開発時の仮称は『リアルベースボール ペナントレース'87』。
本作のプロデュースを担当している関雅行は、同社の『エクセリオン』（1983年）や『フォーメーションZ』（1984年）などのファミリーコンピュータへの移植版を手がけたほか、『忍者じゃじゃ丸くん』（1985年）の開発などに携わっていた。それまでの同社のファミリーコンピュータ用ソフトは全てアーケードからの移植版しか存在しなかったことや、その当時のファミリーコンピュータの野球ゲームは任天堂より発売された『ベースボール』（1983年）しかない状態であったことから、野球を愛好していた関は家庭用ゲーム機オリジナルとなる野球ゲームの製作に着手することになった。
当初は『ベースボール』を基準とし、キャラクターサイズを大きくしたうえで音声合成チップを採用して野球場の雰囲気をリアルに再現したゲームを製作しており、同機種では初となるバンク切り換え方式が使用されることになった。しかし、開発中にナムコより『プロ野球ファミリースタジアム』（1986年）が発売されたことで開発が中止される事態となる。その後、関は野球ゲームの製作を諦めきれず、『ファミスタ』と異なる路線の野球ゲームの製作に着手、野球観戦をイメージしたゲームへと方向転換することになった。
ゲームタイトルは『ファミスタ』に対抗して語呂のよい略称を検討した結果、『燃えプロ』が選択された。またリアル志向の結果1球団に30名もの選手が登録されることになった。開発期間はおよそ半年程度となり、完成間近の状態でまだデバッグが完全ではない状態であったが、ジャレコの経営的な判断により6月中の発売が望まれたため、デバッグが不完全なまま発売されることになった。その後ユーザーからのクレームによりバッティングの際に素振りをすることでその後の判定が全てストライクになるというバグが発覚、しかし製品版はマスクROMのためバグ対応が間に合わず、苦肉の作として当時3倍程度割高となるEPROMで製作しそのまま出荷するという措置が取られた。そのためユーザーからクレームが来るたびに新データを入れ込み販売を行った結果、本作にはいくつものバージョンが存在するという。具体的には赤いカートリッジのほかに黒いカートリッジのものも存在する。これは前述の改修作業で赤いカートリッジの大半を消費したあとにゲームが大ヒットして赤いカートリッジの在庫が尽きたため、急遽『妖怪倶楽部』に使用する予定のカートリッジを代用して生まれたものである。言い換えれば、黒いカートリッジは後期発売型という見方ができる。黒いカートリッジ以降は、ファウル後のストライクや異常な選手のデータ設定は修正が施されている。
本作では選手名が実名だったことから発売後には3球団からクレームが寄せられたため、後の作品ではとりあえず選手名を偽名にすることで対処することになった。また、のちにバップより発売された『スーパーリアルベースボール』（1988年）が日本野球機構の許諾を得て、初めて球団名および選手名が実名使用可能である作品となった経緯から、のちの交渉で許諾を得やすくなったと関は語っている。しかし、バグが残されたまま発売されたことやプレイ時間が長すぎることなど不完全燃焼となっていた関は、この後ジャレコを退社しヘクトを設立することになった。バントホームランについて、関は「ヤクルトのホーナーが来日直後から本塁打を連発したのを見て、（ホーナーをモチーフにした選手の）ミート指数とパワー指数を上げる指示をしたのがバグにつながりました」と述べている。

## 評価
- ゲーム誌『ファミコン通信』の「クロスレビュー」では、8・8・8・8の合計32点（満40点）でゴールド殿堂入りを獲得[14]、レビュアーからは同時期に発売された『プロ野球ファミリースタジアム』と比較する意見が多かったうえで、グラフィック面に関して「初めてアメリカの野球中継を見たときのよーな気分」、「TVの野球中継の感じを、うまーく再現している」、「まるでテレビの野球中継を観ているよーな、サービス満点、超リアルな野球ゲーム」など現実の野球中継の再現度に関して絶賛する意見が多数挙げられ、さらに音声合成に関しても再現度に関して肯定的な意見が挙げられた。一方で、プレイ時間に関しては「ちょっと長い」、「スピーディーさに欠けている」などの意見や「外野が広すぎる」という否定的な意見も散見された[16]。

- ゲーム誌『ファミリーコンピュータMagazine』の読者投票による「ゲーム通信簿」での評価は以下のとおり20.37点（満30点）となっている[1]。また、同雑誌1991年5月10日号特別付録の「ファミコンロムカセット オールカタログ」では、音声合成チップが内蔵されているため審判の声や歓声などがリアルに再現されていることを指摘したほか、グラフィックが選手の特徴をとらえており当時人気があったことを指摘した[1]。しかし、バグが多かったことが難点であるとも指摘している[1]。

| 項目 | キャラクタ | 音楽 | 操作性 | 熱中度 | お買得度 | オリジナリティ | 総合  |
| 得点 | 3.67       | 3.35 | 3.02   | 3.69   | 3.22     | 3.42           | 20.37 |

## シリーズ一覧

### 燃えろ!!プロ野球シリーズ
この節では、タイトルに「燃えろ」ないしは「燃え」が入る作品も扱う。
燃えろ!!プロ野球（ファミコン） - 1987年
燃えろ!!プロ野球 ホームラン競争（アーケード） - 1987年
燃えろ!!熱闘野球'88（MSX2） - 1988年
燃えろ!!プロ野球'88 決定版（ファミコン） - 1988年
毎日変動する選手のバイオリズム制度が導入された（レギュラー打者と先発投手のバイオリズムは試合終了後でないと見ることができないが、控えの打者・投手は選手交代のところで見ることができるので、レギュラー打者のバイオリズムを見たいときはオーダー変更で控えにすると選手交代のところで見ることができる）。これにより、選手に好不調の概念ができた。1Pでは、大西洋リーグ（セ・リーグ）と太平洋リーグ（パ・リーグ）の2リーグ制で130試合を戦い75勝するとリーグ優勝。日本シリーズで4勝すると日本一となる（『新・燃えろ!!プロ野球』も同じ）。前作ではなかったコールドゲームが採用されている。5回以降で9点以上開くと成立する。2Pでは、バイオリズム制度があるため日付設定（S63〜S67と01月01日〜12月31日）から始まり、全チーム選択できる。操作方法によってはスローカーブやホップする球といった特殊な変化球が投げられる。打者はダウンスイングやアッパースイングを使い分けられる。今作から守備、走塁画面が右打者は一塁内野席、左打者は三塁内野席側から見下ろした画面となった。
新・燃えろ!!プロ野球（ファミコン） - 1989年
前作の守備、走塁画面の仕様を引き継ぎ、プレイ画面が斜めという珍しい内容。球場が3種類に増え、イニングの合間にはセ・パ双方のフランチャイズ球場（11球場）のバックスクリーンが表示される。クロスプレー時には画面いっぱいにズームアップ画面が表示される。半面、本塁打が出たときのビジュアルシーンは大幅に簡素化された（選手交代時のビジュアルシーンはなし）。前作に引き続き選手の好不調を表すバイオリズムが採用されている。
燃えプロ!'90 感動編（ファミコン） - 1990年
前作の斜め画面が不評で従来の燃えプロの形に戻し、COMと対戦する1Pではペナントモードを廃止し、試合終了後にプレーを評価される得点制度を導入。レベル1から始まり、レベル5で100点を取るとエンディング（最短2試合でエンディングが見られる）。そのほか2P、自分で選手名・データを作成できるエディットモード（シリーズ初、データ入力の上限がない）COM同士の対戦が見られるWATCHモードを導入。試合をする球場は3球場（TKドーム・KOSIEN・SaveST）の中から選択できる。パスワードがなくなったため、続きからのプレーはできない。チームの選手は、当時の現役選手のほかに引退した選手も含まれている（巨人：わん、みすたあ、えかわなど）。また、守備走塁は今作からセンターバックスクリーン視点（従来の野球ゲームと正反対の向き）の仕様となった。
燃えプロ!最強編（ファミコン） - 1991年
試合中は星マークで評価が付き（テクニカルポイント→試合中にマズいプレー<エラーや三振、失点>をするとポイントが下がり、打者ならばヒットを打てる確率が下がる。投手ならば球威が落ちる。逆にファインプレーをしたり三振を奪うとポイントアップ）、エラー、ファインプレー、失点時にはアニメーションで紹介される（失点時には画面の色が点滅するので注意が必要）。シリーズで初めてチーム名、選手名が実名で登場。球場選択はできなくなったが、後攻チームの球場でプレーできる（巨人：ドーム、阪神：甲子園など）。また、ペナントモードが復活（ただし、パスワードコンティニューすると毎試合同じ先発投手と対戦することになる）。70勝するとリーグ優勝となり、日本シリーズとなる。2P、WATCHモードのほか、1試合のみのオープン戦モードも加わった。
スーパー燃えろ!!プロ野球（スーパーファミコン、本作以前に別タイトルで出していたこともある。後述参照） - 1994年
スーパーファミコンの4つのボタン（A、B、X、Yボタン）にそれぞれ変化球を割り当て、投げる前にはキャッチャーの構える位置を十字キーで指定できるなど、投手重視の設定。半面、打撃に関してはライナー性の打球が多くなかなかヒットが出づらく、いわば投高打低の設定。試合終了後には試合結果が新聞形式で表示される。
燃えろ!!プロ野球'95 ダブルヘッダー（PlayStation、セガサターン） - 1995年
シリーズ初のCD-ROMメディアによる作品。CD-ROMの容量を活かして実写のOPムービーが使用されている。元ニッポン放送のアナウンサー（クレジット上は「ニッポン放送専属アナウンサー」）深澤弘が実況を担当。選手の特徴はモーションピクチャーによって再現されている。エディット機能もある。ゲームバランスが厳しく、なかなかヒットが出にくい。2機種の違いは、PS版のみシナリオモードが存在することと、横浜ベイスターズの控え野手が一人分違うこと。
燃えろ!!プロ野球 ルーキーズ（ワンダースワン） - 2000年
シリーズ初の携帯ゲーム機による発売となった。ペナントモード以外に、新人選手に新人王を獲らせる活躍をさせるストーリーモード「新人王で燃えろ!」モードが新たに追加された。
燃えろ!!バントホームラン（i-mode バントホームランをネタにしたオリジナルミニゲーム） - 2002年
燃えろ!!完全試合（i-mode ファウルの後はストライクをネタにしたオリジナルミニゲーム） - 2002年
燃えプロ（燃えろ!!プロ野球）（Yahoo!ケータイ、i-mode、EZweb） - 2004年
バントホームランが再現されている（オプションでON/OFF可能）。『'88決定版』の選手データを使用している。グラフィック的にはスーパーファミコンのスーパープロフェッショナルベースボールに近い。コンピューターと対戦する通常のゲームモードに加え、ホームラン数と飛距離を競う「HOMERUN DERBY」モードや、さまざまな試合の条件下で指示されたお題をクリアしていく「DRAMATIC」モードがある。
ジー・モードが展開するフィーチャーフォンゲーム復刻プロジェクト「G-MODEアーカイブス+」にてNintendo Switch用ソフトとして2023年8月3日に発売された。
燃えろ!!ジャレココレクション （ゲームボーイアドバンス） - 2004年
初代や'88に加え、野球以外の4つの燃えろシリーズ作品が収録されている。ただし選手名はすべて変更されている。ゲームボーイアドバンス用のファミリーコンピュータエミュレータである"PocketNES"を用いたもので、その制限上、音声合成がカットされている。
燃えろ!!プロ野球（Android・au スマートパス） - 2015年5月21日
ジャレコゲームの知的財産権を保有する株式会社シティコネクションからの発売。開発はメビウス。画面構成やドットのグラフィックはファミコン時代のものを「完全再現」している。
燃えろ!!プロ野球 ホームラン競争SP（Android・iOSアプリ） - 2015年7月11日
2014年、都内のゲームセンターにて行われた「燃えろ!!プロ野球 ホームラン競争」が端緒となるブームを受けて、Androidアプリゲーム化（無料配信）。2015年8月28日にiOS版も配信が開始された。配信・開発は有限会社マインドウェア。
燃えろ!!プロ野球2016（PlayStation 4・ニンテンドー3DS） - 2016年4月8日
au スマートパス版に続きメビウスが開発し、販売も手がける。ジャレコ作品のキャラクターで結成されたチームの追加などの新規要素が加えられている。画面比率は16：9で制作。
「バントでホームラン」、「ファウルなのにランナーはホームイン」などの燃えプロ独自のルールはオプションでON/OFFを切り替えできる。プロモーションムービーには「ゲーム中のルールは実際の野球ルールと異なる箇所がありますので予めご了承ください。」と注意書が添えられている。
同年11月にはニンテンドー3DSダウンロードソフトとして移植された。
燃えろ!!プロ野球 ホームラン競争GB（ゲームボーイカラー） - 2022年8月13日
もしも当時「燃えろ!!プロ野球 ホームラン競争」がゲームボーイカラーに移植されていたら、をコンセプトにハビットソフトが企画・開発。カートリッジには赤色と黒色がある。一部例外を除いてゲームインパクトによる通販限定販売。

### 別タイトルで出されている作品
実力!!プロ野球（アーケード） - 1989年
試合時間は1試合あたり通常25〜30分ほどに短縮されている。
スーパープロフェッショナルベースボール（スーパーファミコン） - 1991年
同ハード最初の野球ゲーム。内容、ゲームモードは基本的にファミコン版『燃えプロ'90感動編』と一緒。ただし球場は東京ドーム風の球場1種類のみである。
スーパープロフェッショナルベースボールII（スーパーファミコン） - 1992年
チーム名、選手名が実名で登場。前作で評判の悪かった操作性を改良。グラフィックの質もアップ。前作の採点システムをやめ、ペナントモードが新たに加わった。そのほか、1試合のみのオープン戦、ウォッチモードを搭載。野手を投手として使用することができる。
スーパー3Dベースボール（スーパーファミコン） - 1993年
ハドソンのパワーリーグシリーズ同様、バッター側から見たアングルになり、打球を放つと画面の切り替えなしに画面がスクロール。高速DSPチップを搭載して疑似3Dで表示されているが、基本的な容量が前作スーパープロフェッショナルベースボールIIの8Mに対して4Mに減った。
夏目理緒の萌えプロ（Yahoo!ケータイ、i-mode、EZweb） - 2004年
夏目理緒をはじめ、フォース・エージェント・エンターテイメント所属のアイドルを登場させた『燃えプロ』のパロディ作品。

### 北米版
Bases Loaded （NES） - 1988年
Bases Loaded II: Second Season （NES） - 1990年
Bases Loaded 3 （NES） - 1991年
Bases Loaded 4 （NES） - 1993年
Bases Loaded （ゲームボーイ） - 1990年。日本ではベースボールキッズ（プロ野球とは関係の無い作品）のタイトルで発売。
Super Bases Loaded （SNES） - 1991年
Super Bases Loaded 2 （SNES） - 1993年
Super Bases Loaded 3 （SNES） - 1995年
Bases Loaded '96: Double Header（PlayStation、セガサターン） - 1995年

### 野球以外の燃えろシリーズ
- 燃えろ!!プロテニス （ファミコン） - 1988年
- 燃えろ!!プロサッカー （ファミコン） - 1988年
- 燃えろ!!ジュニアバスケット ツーオンツー （ファミコン） - 1988年
- 燃えろ!!柔道WARRIORS （ファミコン） - 1990年